# Капестан
Капестан (фр. Capestang) је насеље и општина у јужној Француској у региону Лангдок-Русијон, у департману Еро која припада префектури Безје.
По подацима из 2011. године у општини је живело 3075 становника, а густина насељености је износила 77,73 становника/km². Општина се простире на површини од 39,56 km². Налази се на средњој надморској висини од 12 метара (максималној 120 m, а минималној 0 m).

## Демографија
| 1962. | 1968. | 1975. | 1982. | 1990. | 1999. | 2011. |
| ----- | ----- | ----- | ----- | ----- | ----- | ----- |
| 3.009 | 3.014 | 2.548 | 2.675 | 2.903 | 3.007 | 3.075 |

График промене броја становника у току последњих година